# Trzęsienie ziemi w Nowej Zelandii (2009)
Trzęsienie ziemi w Nowej Zelandii (2009) – trzęsienie ziemi o sile 7,6 stopni w skali Richtera, które nawiedziło Wyspę Południową (Nowa Zelandia) o godzinie 21:22 (11:22 czasu polskiego) w dniu 15 lipca 2009 roku.
Trzęsienie było skupione w regionie Fiordland; epicentrum znajdowało się 150 km na północny wschód od Invercargill w pobliżu Dusky Sound na terenie Parku Narodowego Fiordland na głębokości 12,5 km. Jest to największe trzęsienie ziemi, które nawiedziło Nową Zelandię od roku 1931 (trzęsienie ziemi w Hawke’s Bay).
Trzęsienie wystąpiło w wyniku subdukcji dwóch płyt: indoaustralijskiej oraz pacyficznej, ziemia wokół epicentrum podniosła się o około 1 metr.
Instytut Nauk Geologicznych i Nuklearnych początkowo ocenił siłę trzęsienia na 6,6 stopni w skali Richtera, później podano, że siła wyniosła 7,8 stopni. Po kilku godzinach ostatecznie podano, że trzęsienie miało siłę 7,6 stopni.
W wyniku trzęsienia Nowa Zelandia została przesunięta o 30 cm w kierunku Australii.
Trzęsienie ziemi było odczuwane na całym obszarze Wyspy Południowej, nie odnotowano żadnych ofiar śmiertelnych, jedynie wystąpiły niewielkie szkody. Przerwy w dostawie prądu wystąpiły w kilku miejscach na Wyspie Południowej. Osuwiska na terenie Parku Narodowego Fiordland spowodowały zniszczenie ogromnych połaci lasów.
Australijskie i nowozelandzkie służby oraz Centrum Ostrzegania przed Tsunami na Hawajach wydały ostrzeżenia przed falą tsunami, ostatecznie fala osiągnęła wysokość 20 cm.
Odnotowano ponad 100 wstrząsów wtórnych, niektóre z nich osiągnęły ponad 5 stopni w skali Richtera.